# Гандинагар (окръг)
Гандинагар е окръг в щата Гуджарат, Индия с площ от 649 км2 и население 1 334 455 души (2001). Главен град е Гандинагар.

## Административно деление
Окръга е разделен на 4 талука.

## Население
Населението на окръга през 2001 година е 1 334 455 души, около 76,59 % от населението е неграмотно.

### Религия
(2001)
- 1 269 766 – индуисти
- 50 559 – мюсюлмани
- 7769 – джайнисти